# Виетнамски кориандър
Виетнамският кориандър (Persicaria odorata) е тревисто растение от сем. Лападови (Polygonaceae), чиито листа се използват широко в кухните на Югоизточна Азия. Виетнамското име на растението е „рау рам“, а в Малайзия и Сингапур го наричат „даун кесом“ или „даун лакса“ (лист за лакса). Няма връзка с ментите, но общият му вид и миризма са близки до техните.
Листата преди всичко се идентифицират с виетнамската кухня, където го ядат много в прясно състояние в салати и в сурови пролетни рулца („гой куон“). Фа (говеждо с фиде) също се гарнира с виетнамски кориандър. Популярна е и употребата му с „хот вит лон“ (оплодено яйце от патица, наречено „балут“ във Филипините).
В Сингапур и Малайзия нарязаните ситно листа са незаменима съставка на „лакса“ (пикантна супа) до такава степен, че малайското име „даун лакса“ означава „лист за лакса“.
В Австралия растението се изследва като източник на етерично масло (кесомово масло).

## Характеристики
Виетнамският кориандър е многогодишно растение, което расте най-добре в тропически и субтропически зони в топли и влажни условия. Не може да вирее в ширини над 32° или на места с прекалено много вода. В благоприятни условия достига 15 – 30 см на височина. През зимата или когато температурата е много висока, може да загине.
Горната страна на листата му е тъмнозелена, с петна с кестенов цвят, а долната им страна е винено червена. Стъблото е на секции. Във Виетнам се отглежда културно или расте в диво състояние.

## Състав
Маслото на виетнамския кориандър съдържа алдехиди като деканал (28%) и додеканал (44%), както и алкохола деканол (11%). Сесквитерпени като α-хумулен и β-кариофилен съставляват около 15% от етеричното му масло.

## Употреба в медицината
Според виетнамски експерти виетнамският кориандър има горчив и пикантен вкус, не е токсичен и може да детоксира храна. Те твърдят, че може да се използва при отоци, акне, храносмилателни разстройства, събиране на газове и стомашни болки.

### Въздействие върху здравето
Изследвания, проведени в Университета по естествени науки в Ханой показват, че виетнамският кориандър намалява броя на сперматозоидите при мишки. Може да има подобен ефект и върху хората. В много виетнамски билкови лекарства той се използва за намаляване на сексуалните копнежи. На виетнамски има пословица „рау рам, гиа сонг“ („виетнамски кориандър, пресни бобени филизи“), която означава, че виетнамският кориандър може да намали плодовитостта, а пресните бобени филизи имат обратния ефект. Има и друга пословица: „рау рам диет дук“ („виетнамският кориандър убива сексуалния копнеж“). Много будистки го отглеждат в градините си и го употребяват често.